# 2014-es kanadai labdarúgókupa
A 2014-es kanadai labdarúgókupa (angolul: Canadian Championship) volt a kanadai labdarúgókupa 7. szezonja. A sorozat 2014. április 23-án kezdődött és június 4-én ért véget. A döntő első mérkőzését a torontói BMO Fielden, míg a visszavágót a montréali Saputo Stadionban rendezték meg. A címvédő a Montréal volt. A trófeát újra a Montréal csapata szerezte meg, a kupa története során harmadik alkalommal.

## Lebonyolítás
| Kör           | Első mérkőzés | Második mérkőzés |
| ------------- | ------------- | ---------------- |
| Selejtező kör | április 23.   | április 30.      |
| Elődöntő      | május 7.      | május 14.        |
| Döntő         | május 28.     | június 4.        |

## Selejtező kör
| 2014. április 23. 19:30 ETZ |

| Ottawa Fury | 0–0 | Edmonton |
| ----------- | --- | -------- |
|             |     |          |

| Keith Harris Stadion, Ottawa, Ontario Nézőszám: 2 411 Játékvezető: Geoff Gamble |

| 2014. április 30. 19:30 MTZ |

| Edmonton                   | 3–1 | Ottawa Fury |
| -------------------------- | --- | ----------- |
| Fordyce 30' 62' Boakai 48' |     | Dantas 90'  |

| Clarke Stadion, Edmonton, Alberta Nézőszám: 2 001 Játékvezető: Drew Fischer |

Az Edmonton csapata győzött 3–1-es összesítéssel.

## Elődöntő
| 2014. május 7. 19:30 MTZ |

| Edmonton             | 2–1 | Montréal      |
| -------------------- | --- | ------------- |
| Ameobi 60' Nonni 90' |     | McInerney 56' |

| Clarke Stadion, Edmonton, Alberta Nézőszám: 1 946 Játékvezető: Silviu Petrescu |

| 2014. május 14. 19:30 ETZ |

| Montréal                                               | 4–2 | Edmonton                 |
| ------------------------------------------------------ | --- | ------------------------ |
| McInerney 10' 17' Brovsky 47' Bernier 90+7' (11-esből) |     | Jonke 67' 70' (11-esből) |

| Saputo Stadion, Montréal, Québec Nézőszám: 12 826 Játékvezető: Drew Fischer |

A Montréal csapata győzött 5–4-es összesítéssel.
| 2014. május 7. 19:30 ETZ |

| Toronto               | 2–1 | Vancouver Whitecaps |
| --------------------- | --- | ------------------- |
| Defoe 28' Bradley 89' |     | Manneh 90'          |

| BMO Field, Toronto, Ontario Nézőszám: 22 591 Játékvezető: Mathieu Bourdeau |

| 2014. május 14. 19:30 PST |

| Vancouver Whitecaps     | 2–1 (h. u.) | Toronto  |
| ----------------------- | ----------- | -------- |
| Hurtado 43' Morales 86' |             | Henry 4' |
| Büntetőpárbaj           |             |          |
|                         | 3–5         |          |

| BC Place Stadion, Vancouver, Brit Columbia Nézőszám: 18 470 Játékvezető: David Gantar |

A Toronto csapata győzött 3–3-as összesítéssel, 5–3-ra megnyert tizenegyesekkel.

## Döntő
| 2014. május 28. 18:30 ETZ |

| Toronto   | 1–1 | Montréal |
| --------- | --- | -------- |
| Henry 20' |     | Mapp 73' |

| BMO Field, Toronto, Ontario Nézőszám: 18 269 Játékvezető: Silviu Petrescu |

| 2014. június 4. 18:30 ETZ |

| Montréal      | 1–0 | Toronto |
| ------------- | --- | ------- |
| Martins 90+1' |     |         |

| Saputo Stadion, Montréal, Québec Nézőszám: 13 423 Játékvezető: David Gantar |

A Montréal csapata győzött 2–1-es összesítéssel.